# Кастел Сан Лоренцо
Кастѐл Сан Лорѐнцо (на италиански: Castel San Lorenzo; на неаполитански: Castiedd', Кащиедъ) е малко градче и община в Южна Италия, провинция Салерно, регион Кампания. Разположено е на 350 m надморска височина. Населението на общината е 2708 души (към 2010 г.).